# Бови (Миннесота)
Бови (англ. Bovey) — город в округе Айтаска, штат Миннесота, США. По данным переписи за 2010 год число жителей города составляло 804 человека.

## Географическое положение
По данным Бюро переписи населения США город имеет общую площадь в 5,96 км² (5,93 км² — суша, 0,03 км² — вода).
Через город проходит  US 169 (англ. US Highway 169).

## История
Бови был инкорпорирован как деревня 21 июля 1904 года, он был отделён от тауншипа Арбо 16 ноября 1921 года. В 1903 году был открыт первый магазин, в 1904 году появился почтовый офис.

## Население
В 2010 году на территории города проживало 804 человека (из них 52,2 % мужчин и 47,8 % женщин), насчитывалось 334 домашних хозяйства и 200 семей. На территории города было расположено 380 построек со средней плотностью 63,1 построек на один квадратный километр суши. Расовый состав: белые — 93,8 %, афроамериканцы — 0,2 %, коренные американцы — 2,4 %, две и более рас — 3,2 %.
Население города по возрастному диапазону по данным переписи 2010 года распределилось следующим образом: 29,6 % — жители младше 21 года, 56,2 % — от 21 до 65 лет и 14,2 % — в возрасте 65 лет и старше. Средний возраст населения — 33,5 лет. На каждые 100 женщин в Бови приходилось 109,4 мужчин, при этом на 100 совершеннолетних женщин приходилось уже 108,7 мужчин сопоставимого возраста.
Из 334 домашних хозяйств 59,9 % представляли собой семьи: 39,8 % совместно проживающих супружеских пар (16,2 % с детьми младше 18 лет); 12,0 % — женщины, проживающие без мужей, 8,1 % — мужчины, проживающие без жён. 40,1 % не имели семьи. В среднем домашнее хозяйство ведут 2,39 человека, а средний размер семьи — 2,87 человека. В одиночестве проживали 29,9 % населения, 12,9 % составляли одинокие пожилые люди (старше 65 лет).
В 2015 году из 663 человек старше 16 лет имели работу 357. Медианный доход на семью оценивался в 40 268 $, на домашнее хозяйство — в 33 625 $. Доход на душу населения — 19 704 $ в год.